# Neoblattella elegantula
Neoblattella elegantula es una especie de cucaracha del género Neoblattella, familia Ectobiidae.

## Distribución
Esta especie se encuentra en Venezuela.